# Anselmo I del Bosco
Anselmo IV del Bosco (fl. 1116 – 1131) è stato un nobile italiano appartenente alla stirpe franca degli Aleramici; secondo marchese del Bosco, fu il primo ad introdurre in Italia l'ordine cistercense fondando l'Abbazia di Santa Maria alla Croce di Tiglieto.

## Biografia

### Origine
Primogenito dal marchese Ugo del Bosco e da Agnese d'Este, figlia o abiatica di Alberto Azzo II d'Este, ereditò il marchesato del Bosco dal padre, condiviso secondo la tradizione salica degli Aleramici con i fratelli Guelfo d'Albisola ed Aleramo II di Ponzone. Un altro fratello, il vescovo Azzo del Bosco, vene escluso dalla successione per appartenenza all'ordine clericale. La giurisdizione del "Bosco", immenso nemus che si estendeva da Savona al Tanaro, ed antica riserva di caccia dei re Longobardi, comprendeva le valli d'Orba e del Lemme fino al Tanaro, includendo il territorio su cui sorse Alessandria. 

### Successione di Enrico V
Nel 1116, Anselmo firmò un diploma a favore di Sigifredo, vescovo di Vercelli, rilasciato dall'imperatore Enrico V. Durante il conflitto per la successione imperiale seguito alla morte di Enrico, Anselmo si schierò con Lotario di Sassonia contro Corrado di Svevia, nipote di Enrico. In questo periodo, Anselmo subì un attacco nel suo dominio da parte di Corrado, che non riconosceva, e sembra che ne uscì sconfitto e trattato con severità. Questi eventi si svolsero tra il 1128 e il 1130, quando Corrado, disperando di affermarsi, tornò in Germania.

### Fondazione di Tiglieto
Nel 1131, con atto datato 17 agosto, il marchese fondò l'Abbazia di Santa Maria alla Croce di Tiglieto grazie all'intervento del fratello Azzo, introducendo l'ordine monastico secondo la regola di san Benedetto e la tradizione cistercense, in loco et fundo Boschi, con la moglie Adelasia e i suoi figli maschi Guglielmo e Manfredo ("Anselmus Marchio filius b. m. Hugonis Marchionis et Adalasia comitissa filia Ubaldi cum Villelmo et Manfredo ipsorum filiis"). Per molto tempo, i rispettivi discendenti continuarono ad accrescere il patrimonio del monastero, anche nei loro feudi sulla costa del Mar Ligure. Nel 1132, papa Innocenzo II, trovandosi a Brescia, approvò la fondazione del monastero, che fu in seguito visitato da Bernardo di Chiaravalle. L'abbazia ricevette numerosi privilegi da Enrico VI nel 1187, da Ottone IV nel 1210 e da Enrico VII nel 1311. 

### Morte
Secondo alcune fonti, Anselmo morì combattendo contro il partito lombardo di re Corrado, che invano cercava di opporsi a Lotario. Era sicuramente morto prima dal 1152 quando i figli furono nominati marchesi del Bosco ("Mainfredus et Willelmus Marchiones de Bosco") nella donazione d'alcuni feudi al comune di Gamondio.

## Matrimonio e discendenza
Come si evince dall'atto di fondazione dell'abbazia di Tiglieto, la moglie fu la contessa Adelasia figlia di un conte Ubaldo, ancora non individuato ("Anselmus Marchio filius b. m. Hugonis Marchionis et Adalasia comitissa filia Ubaldi cum Villelmo et Manfredo ipsorum filiis"). La coppia ebbe almeno tre figli:
- Manfredo (*? †?). Citato in secondo ordine nella fondazione di Tiglieto (1131) ed in primo nel trattato di alleanza con Gamondio (1152). Capostipite dei successivi marchesi del Bosco, di Useccio e di Pareto.
- Guglielmo detto "Pixaloira" (*? †post 1198). Primo marchese di Varazze e anche marchese del Bosco durante la minoranza dei nipoti (figli del fratello Manfredo). Capostipite dei successivi marchesi di Varazze.
- Elena (*1145 †1204). Prima moglie di Bonifacio I del Monferrato e madre del marchese Guglielmo VI del Monferrato, dell'imperatrice Agnese di Costantinopoli e di Beatrice, marchesa di Savona.

## Ascendenza
|                        |                |                        | Genitori              |  |  | Nonni |  |  | Bisnonni            |  |  | Trisnonni              |  |
|                        |                |                        |                       |  |  |       |  |  | Anselmo I di Savona |  |  | Aleramo del Monferrato |  |
|                        |                |                        |                       |  |  |       |  |  | Anselmo I di Savona |  |  | Aleramo del Monferrato |  |
|                        |                | N.N.                   |                       |  |  |       |  |  | Anselmo I di Savona |  |  |                        |  |
| Anselmo II di Savona   |                |                        |                       |  |  |       |  |  | Anselmo I di Savona |  |  |                        |  |
|                        |                | Gisla di Milano        | Adalberto I di Milano |  |  |       |  |  |                     |  |  |                        |  |
|                        |                | Gisla di Milano        | Adalberto I di Milano |  |  |       |  |  |                     |  |  |                        |  |
|                        |                | Gisla di Milano        | N.N.                  |  |  |       |  |  |                     |  |  |                        |  |
| Ugo del Bosco          |                | Gisla di Milano        |                       |  |  |       |  |  |                     |  |  |                        |  |
|                        |                | Alberto Azzo I         | Oberto II di Milano   |  |  |       |  |  |                     |  |  |                        |  |
|                        |                | Alberto Azzo I         | Oberto II di Milano   |  |  |       |  |  |                     |  |  |                        |  |
|                        |                | Alberto Azzo I         | Railenda              |  |  |       |  |  |                     |  |  |                        |  |
| Adelasia di Milano     |                | Alberto Azzo I         |                       |  |  |       |  |  |                     |  |  |                        |  |
|                        |                | Adelaide di Sabbioneta | Bosone di Sabbioneta  |  |  |       |  |  |                     |  |  |                        |  |
|                        |                | Adelaide di Sabbioneta | Bosone di Sabbioneta  |  |  |       |  |  |                     |  |  |                        |  |
|                        |                | Adelaide di Sabbioneta | N.N.                  |  |  |       |  |  |                     |  |  |                        |  |
| Anselmo                |                | Adelaide di Sabbioneta |                       |  |  |       |  |  |                     |  |  |                        |  |
|                        | Alberto Azzo I | Oberto II di Milano    |                       |  |  |       |  |  |                     |  |  |                        |  |
|                        | Alberto Azzo I | Oberto II di Milano    |                       |  |  |       |  |  |                     |  |  |                        |  |
|                        | Alberto Azzo I | Railenda               |                       |  |  |       |  |  |                     |  |  |                        |  |
| Alberto Azzo II d'Este | Alberto Azzo I |                        |                       |  |  |       |  |  |                     |  |  |                        |  |
|                        |                | Adelaide di Sabbioneta | Bosone di Sabbioneta  |  |  |       |  |  |                     |  |  |                        |  |
|                        |                | Adelaide di Sabbioneta | Bosone di Sabbioneta  |  |  |       |  |  |                     |  |  |                        |  |
|                        |                | Adelaide di Sabbioneta | N.N.                  |  |  |       |  |  |                     |  |  |                        |  |
| Agnese d'Este          |                | Adelaide di Sabbioneta |                       |  |  |       |  |  |                     |  |  |                        |  |
|                        |                | N.N.                   | N.N.                  |  |  |       |  |  |                     |  |  |                        |  |
|                        |                | N.N.                   | N.N.                  |  |  |       |  |  |                     |  |  |                        |  |
|                        |                | N.N.                   | N.N.                  |  |  |       |  |  |                     |  |  |                        |  |
| N.N.                   |                | N.N.                   |                       |  |  |       |  |  |                     |  |  |                        |  |
|                        |                | N.N.                   | N.N.                  |  |  |       |  |  |                     |  |  |                        |  |
|                        |                | N.N.                   | N.N.                  |  |  |       |  |  |                     |  |  |                        |  |
|                        |                | N.N.                   | N.N.                  |  |  |       |  |  |                     |  |  |                        |  |
|                        |                | N.N.                   |                       |  |  |       |  |  |                     |  |  |                        |  |

### Bibliografiche
1. 1 2  Romeo Pavoni, p. 25.
2. ↑  Pompeo Litta Biumi, tav. II.
3. 1 2 3  Monumenta Aquensia, col. 47, 48.
4. ↑  tiglieto.it.
5. ↑  La Stampa.
6. ↑  Giovanna Petti Balbi, pp. 20, 21.

### Codici
- Giovanni Battista Moriondo, Monumenta Aquensia, Pars I, Torino, Tipografia Regia, 1790.

### Genealogia, araldica
- Pompeo Litta Biumi, Marchesi di Monferrato, in Famiglie celebri di Italia, fascicolo 63, dispensa 117, Milano, Giulio Ferrario, 1847.

### Ricerche, studi, pubblicazioni
- Romeo Pavoni, Accademia Urbense Ovada, Genova e i marchesi di Monferrato in val d'Orba nell'età di Federico I (PDF), Tagliolo e dintorni nei secoli. Uomini e istituzioni in una terra di confine, Paola Piana Toniolo (a cura di), Acqui Terme, Impressioni Grafiche, 2006,  pp. 21-43.
- Giovanna Petti Balbi, Governare la città: pratiche sociali e linguaggi politici a Genova in età medievale (PDF), in Reti Medievali - Monografie, n. 4, Firenze, Firenze University Press, 2007, ISBN 978-88-8453-603-7.

### Quotidiani, periodici
- Rinasce la Badia Cistercense di Tiglieto, in La Stampa, Torino, GEDI Gruppo Editoriale, 13 ottobre 2016.

### Risosrse in rete
- Badia: la storia approfondita, su tiglieto.it.